# わかぐさ公園
わかぐさ公園（わかぐさこうえん）とは、東京都青梅市にある都市計画公園である。

## 概要
1973年に開園して以来、青梅市東部エリアの中心的な公園である。野球場やプールなどの施設がある。当公園の下を首都圏中央連絡自動車道が通る（青梅トンネル）。周辺の店舗は、コンビニエンスストアやファミリーレストラン、スーパーマーケットなどが点在する。近郊の児童施設として新町西保育園や青梅幼稚園がある。

## アクセス

### 自動車
高速道路
- 首都圏中央連絡自動車道 青梅IC

一般道
- 東京都道5号新宿青梅線（青梅街道）
- 東京都道29号立川青梅線（奥多摩街道）
- 東京都道181号藤橋小作線

### 鉄道
- JR青梅線 小作駅（東口）

### バス
- 西東京バス（小作駅 - 河辺駅）誠明学園バス停
- 都営バス（青梅駅 - 東大和市駅・花小金井駅）新町天神社前バス停

## 周辺施設
- 自由民主党西多摩支部
- 青梅市立若草小学校
- オザム 河辺店
- セイムス 青梅河辺店
- ほっともっと 青梅河辺店